# Джёсёгей тойон
Джёсёге́й тойо́н (другие названия — Дьёсёгёй Тойон, Кюрюё Дьёсёгёй Тойон, Дёсёгёй Айыы или Уордаах Дёсёгёй) — божество, покровитель лошадей и рогатого скота, способствующий их размножению, в якутской мифологии. Относится к разряду айыы. В некоторых мифах выступает младшим братом айыы, создателя Вселенной Юрюнг айы тойона.
Изображался либо в образе человека, либо ржущего жеребца. Посылает людям лошадей, однако, если прогневается, может и отобрать их. По мнению А. И. Гоголева, в якутской мифологии чётко прослеживается связь Джёсёгея тойона с культом солнца и вместе с тем наличие в ней центральноазиатского мифа о солнечном происхождении божественного коня.
Согласно представлениям якутов, проживает на четвёртом небе. Находится на юго-восточной части видимого неба, где выходит зимнее солнце. Его бревенчатый дом имеет шестиугольную форму и обшит снаружи белой конской шкурой.